# Real Instituto Industrial de Madrid

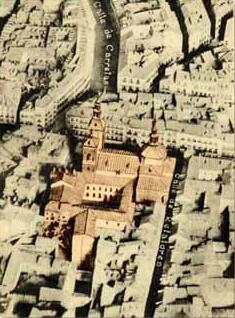
El Real Instituto Industrial se instaló en el antiguo Convento de la Trinidad, de la calle Atocha de Madrid, hoy desaparecido.

El Real Instituto Industrial de Madrid fue una institución dedicada a la enseñanza de la Ingeniería industrial en España. Fue el precursor de la Escuela Técnica Superior de Ingenieros Industriales de Madrid. Se ubicó en el hoy desaparecido convento de la Trinidad Calzada de Madrid, que había quedado vacío a consecuencia de la desamortización eclesiástica de Mendizábal (1835-1837).
La escuela desaparece en 1867 por decisión del ministro de Fomento Manuel Orovio Echagüe debido al escaso número de alumnos. Permaneció cerrada hasta que por Real Decreto se reabrió el 16 de agosto de 1901. Desde 1907 se ubicó en el Palacio de Industria y las Artes, construido en los altos del Hipódromo.

## Historia
La carrera de Ingeniero Industrial se creó mediante un Real Decreto promulgado el 4 de septiembre de 1850 (conocido como Decreto Seijas). El plan de estudios fue aprobado el 20 de mayo de este mismo año. El Real Instituto de Madrid sustituyó al Conservatorio de Artes, que había desarrollado su actividad como lugar de formación de artesanos. Este real decreto permitió la creación de otros institutos de Ingeniería en España. Su precente histórico fue el Real Gabinete de Máquinas (1791-1824) creado por Agustín de Betancourt.
La plantilla docente inicial estaba formada por una treintena de profesores y ayudantes, algunos de los cuales se habían formado en Francia y Bélgica. Tenía como dependencias anexas el Real Conservatorio de Artes preexistente, un museo industrial adscrito a dicho conservatorio y escuelas subalternas de artes y oficios. El Real Instituto estaba situado en el edificio del antiguo convento de la Trinidad, en la calle de Atocha, próximo a la de Relatores. Ocupaba la planta baja, con el Ministerio de Fomento instalado en el resto del edificio.